# Domingos Lopes
Domingos Lopes (Amorim, Póvoa de Varzim, julho de 1949) é um advogado, escritor e político que, entre outras funções de relevo, foi Ministro do Comércio Externo no V Governo Provisório, em funções de 8 de agosto a 19 de setembro de 1975.

## Biografia
Entrou para a organização dos estudantes comunistas em 1969 e trabalhou no gabinete do Ministro de Estado Álvaro Cunhal a seguir ao 25 de Abril e até ao VI Governo Provisório. 
Foi membro do Comité Central do Partido Comunista Português. Advogado, foi vice-presidente da Comissão dos Direitos Humanos da Ordem dos Advogados Portugueses e do Conselho Português para a Paz e Cooperação e presidente do Fórum pela Paz e pelos Direitos Humanos. 
É autor de diversas obras de ficção entre as quais Trajectos (Livros Horizonte), Quando os Santos Deixaram de Ser Santos (Campo das Letras), O Homem que Falava (Campo das Letras), A Paixão Destrambelhada do Velho Militante (Alêtheia Editores), Contos e Crónicas do Alandroal e do Resto do Mundo (Âncora Editora).
Publicou também o livro de poesia Do Tamanho Possível (Ulmeiro) e os ensaios Com Alá ou com Satã, em coautoria com Luís Sá (Campo das Letras), e Direitos Humanos e Dever de Ingerência (Campo das Letras).